# Edipo Re – Bett der Gewalt
Edipo Re – Bett der Gewalt ist ein Spielfilm des italienischen Regisseurs Pier Paolo Pasolini aus dem Jahr 1967. Er ist eine filmische Interpretation des Dramas König Ödipus des griechischen Tragödiendichters Sophokles.

## Handlung
Zwei Ödipus-Figuren, eine zeitgenössische aus dem 20. Jahrhundert und das mythische Vorbild, stehen im Mittelpunkt der Geschichte. In den 1920er-Jahren wird ein kleiner Junge von einer Frau auf einer Wiese gestillt. Sein Vater befürchtet in Gedanken, dass sein Sohn ihm die Liebe stehlen werde. Eine Flagge des königlichen Italien ist zu sehen, der Vater trägt eine Offiziersuniform.
Alleine mit seinem Vater, betrachtet dieser ihn hasserfüllt im Kinderwagen. Der Junge versucht, seine Augen vor ihm zu bedecken. Fortan nimmt die Aufmerksamkeit seiner Mutter für ihn ab. Der Junge vereinsamt zunehmend. Über den Balkon seines dunklen Zimmers beobachtet er seine Eltern ausgelassen auf einer Party. Als sie heimkommen, wirft seine Mutter in der Tür stehend einen liebevollen Blick auf ihn und hält ihn für schlafend. In ihrem hell erleuchteten Schlafzimmer gehen die Eltern fröhlich zu Bett. Nachts tritt sein Vater im dunklen Zimmer des Knaben an dessen Bett und ergreift seine Füße.
Darauf folgt ein Schnitt ins antike Griechenland, wo ein kleiner Junge ausgesetzt wird. Ein Schafhirte findet ihn schnell und bringt ihn zum König von Korinth. Dort wächst er als dessen Sohn Ödipus auf. Nach seltsamen Träumen sucht Ödipus das Orakel von Delphi auf und erhält die Prophezeiung, dass er seinen Vater töten würde und mit seiner Mutter das Bett teilen würde. Verwirrt kehrt er nicht zu seinen vermeintlichen Eltern nach Korinth zurück.
Auf seinem Weg trifft er auf den königlichen Zug des Laios, der ihn auffordert, den Weg frei zu machen. Ödipus tötet dessen Soldaten und schließlich auch ihn, ohne zu wissen, um wen es sich bei dem Getöteten handelt.
Auf der Weiterreise kommt er nach Theben, dessen Bewohner er von einer tödlichen Sphinx befreit. Zum Dank nimmt ihn die Königin Iokaste zum Mann.
Als zahlreiche Bewohner an der Pest sterben, schickt König Ödipus seinen Schwager Kreon zum Orakel. Kreon bringt die Botschaft, dass ein Mann, der in Theben lebt und durch Ermordung König Laios Blutschuld auf sich geladen habe, gefunden und bestraft werden soll.
Ödipus befragt auch den blinden Seher Teiresias, der ihm sagt, dass er, Ödipus, König Laios ermordet habe. Im Gespräch mit seiner Frau Iokaste erfährt Ödipus, dass diese früher einen Sohn mit Laios (König von Theben) hatte. Diesen ließen sie damals aussetzen und nahmen seinen Tod an. Hintergrund war, dass das Orakel von Delphi prophezeit hatte, dass Laios’ Sohn ihn töten und mit seiner Frau Iokaste schlafen werde.
Als die Wahrheit über Ödipus’ Herkunft und seine Ehe mit seiner Mutter ans Licht kommt, nimmt Iokaste sich das Leben, und Ödipus sticht sich die Augen aus. Nur von seinem Diener begleitet, entfernt er sich blind von seinem Palast.
In den 1960er Jahren sitzt ein blinder Ödipus vor der Kathedrale von Bologna und unterhält mit seiner Flöte Passanten. Mit seinem jungen, lebenslustigen Gefährten, der ihn führt, geht er durch das Arbeiterviertel hindurch und erreicht zu Fuß jene Wiese, wo alles begann. Hier findet Ödipus seinen Frieden.

## Hintergrund
Edipo Re ist der erste Film Pasolinis, der in der Dritten Welt gedreht wurde. Die Architektur Marokkos und viele Komparsen bei Massenszenen wurden Teil der Poesie des Films. Die Musik nahm zu einem großen Teil Bezug auf afrikanische Rhythmen.
Pasolini sagte über seinen Film: „Als ich den Film drehte, hatte ich zwei Ziele vor Augen: erstens, eine gewissermassen völlig metaphorische und daher mythologisierte Autobiografie zu machen; zweitens, mich sowohl mit der Frage der Psychoanalyse als auch der des Mythos auseinanderzusetzen. Aber anstatt den Mythos in die Psychoanalyse hineinzuprojizieren, habe ich die Psychoanalyse in den Mythos zurückprojiziert.“
Auch betont Pasolini die autobiografische Bedeutung der Ödipusfigur: „Der Vatermord wird im Film stärker herausgestellt als der Inzest. Während ich zu meinem Vater ein rivalisierendes, haßerfülltes Verhältnis hatte und mich daher in der Darstellung dieses Verhältnisses freier fühlte, ist die Liebe zu meiner Mutter latent geblieben. Dies ist der am meisten autobiographische meiner Filme.“

## Kritiken
„Pasolini hat das mythische Geschehen in die zeitenfern-archaische Realität der Bauern und Handwerker des unterentwickelten italienischen Südens (aufgenommen in Marokko) verlegt und den antiken Stoff marxistisch zu aktualisieren versucht. Ein sehens- und diskussionswertes Experiment.“

„Eine phantastische Synthese aus Aztekischem, Sumerischem, Schwarz-Afrikanischem und Vorantik-Griechischem, die im Zusammenspiel mit den wüstenhaften, hitzeflimmernden Ebenen zu Insignien einer imaginären prähistorischen Zeit verschmelzen.“

„Pasolinis Verfilmung des Oedipus-Stoffes. Kurze ideologische Andeutungen lassen auf eine mögliche Auflösung der tragischen Verstrickung schließen; im wesentlichen aber liegt die Bedeutung des Werkes auf dem gestalterischen Konzept: in einem stilisierten, doch ungeheuer farbigen und dynamischen Rahmen zeigt Pasolini nicht Schulbuch-Antike, sondern archaische Vitalität. Ein kultiviertes und faszinierendes Werk.“